# Typhlops hectus
Typhlops hectus е вид влечуго от семейство Typhlopidae. Видът е застрашен от изчезване.

## Разпространение
Разпространен е в Хаити.